# Град војничке славе
Град војничке славе (рус. Город воинской славы) почасно је признање које државне власти Руске Федерације додељују градовима чији становници су током историје дали велики допринос у борби за слободу и независност руске државе. Признање представља руску верзију некадашњег совјетске титуле „Град херој“ коју су совјетске власти додељивале градовима који су се истакли у борби током Другог светског рата.
Закон о успостављању признања града војничке славе Руске Федерације донесен је указом № 1340 Председника РФ од 1. децембра 2006. године. У сваком граду са овим признањем у знак сећања на тај догађај подиже се стела са рељефним призорима који осликавају историјску војничку прошлост града и његових становника.
Средином 2014. на територији Русије је постојало 40 градова војничке славе, а последњи град који је добио ово признање био је Хабаровск (у новембру 2012. године). Дана 6. априла 2015. указом Председника Русије Владимира Путина, још 5 градова је добило ово звање (Стараја Руса, Гатчина, Петрозаводск, Грозни и Феодосија).

## Списак градова војничке славе
| №  | Град војничке славе     | Датум доделе признања | Број указа признања | Датум подизања стеле | Реф.   |
| -- | ----------------------- | --------------------- | ------------------- | -------------------- | ------ |
| 1  | Белгород                | 27. април 2007.       | № 558               | 10. јул 2013.        | [ 4 ]  |
| 2  | Курск                   | 27. април 2007.       | № 559               | 22. април 2010.      | [ 5 ]  |
| 3  | Орел                    | 27. април 2007.       | № 560               | 8. мај 2010.         | [ 6 ]  |
| 4  | Владикавказ             | 8. октобар 2007.      | № 1343              | 30. октобар 2009.    | [ 7 ]  |
| 5  | Малгобек                | 8. октобар 2007.      | № 1344              | 9. мај 2010.         | [ 8 ]  |
| 6  | Ржев                    | 8. октобар 2007.      | № 1345              | 8. мај 2010.         | [ 9 ]  |
| 7  | Јељња                   | 8. октобар 2007.      | № 1346              | 30. август 2010.     | [ 10 ] |
| 8  | Јељец                   | 8. октобар 2007.      | № 1347              | 7. мај 2010.         | [ 11 ] |
| 9  | Вороњеж                 | 16. фебруар 2008.     | № 206               | 6. мај 2010.         | [ 12 ] |
| 10 | Луга                    | 5. мај 2008.          | № 554               | 9. мај 2010.         | [ 13 ] |
| 11 | Пољарни                 | 5. мај 2008.          | № 555               | 17. октобар 2010.    | [ 14 ] |
| 12 | Ростов на Дону          | 5. мај 2008.          | № 556               | 6. мај 2010.         | [ 15 ] |
| 13 | Туапсе                  | 5. мај 2008.          | № 557               | 8. мај 2012.         | [ 16 ] |
| 14 | Великије Луки           | 28. октобар 2008.     | № 1532              | 17. јун 2010.        | [ 17 ] |
| 15 | Велики Новгород         | 28. октобар 2008.     | № 1533              | 8. мај 2010.         | [ 18 ] |
| 16 | Дмитров                 | 28. октобар 2008.     | № 1534              | 4. септембар 2009.   | [ 19 ] |
| 17 | Вјазма                  | 27. април 2009.       | № 461               | 12. јун 2011.        | [ 20 ] |
| 18 | Кронштат                | 27. април 2009.       | № 462               | биће саграђено       | [ 21 ] |
| 19 | Наро-Фоминск            | 27. април 2009.       | № 463               | 8. мај 2010.         | [ 22 ] |
| 20 | Псков                   | 5. децембар 2009.     | № 1387              | 22. јул 2010.        | [ 23 ] |
| 21 | Козељск                 | 5. децембар 2009.     | № 1388              | јул 2010.            | [ 24 ] |
| 22 | Архангељск              | 5. децембар 2009.     | № 1389              | 31. август 2011.     | [ 25 ] |
| 23 | Волоколамск             | 25. март 2010.        | № 338               | 20. децембар 2014.   | [ 26 ] |
| 24 | Брјанск                 | 25. март 2010.        | № 339               | 28. јун 2010.        | [ 27 ] |
| 25 | Наљчик                  | 25. март 2010.        | № 340               | биће саграђено       | [ 28 ] |
| 26 | Виборг                  | 25. март 2010.        | № 341               | 9. мај 2011.         | [ 29 ] |
| 27 | Калач на Дону           | 25. март 2010.        | № 342               | биће саграђено       | [ 30 ] |
| 28 | Владивосток             | 4. новембар 2010.     | № 1333              | 2. септембар 2012.   | [ 31 ] |
| 29 | Тихвин                  | 4. новембар 2010.     | № 1334              | 9. децембар 2011.    | [ 32 ] |
| 30 | Твер                    | 4. новембар 2010.     | № 1335              | 16. декабря 2011.    | [ 33 ] |
| 31 | Анапа                   | 5. мај 2011.          | № 586               | 8. мај 2013.         | [ 34 ] |
| 32 | Колпино                 | 5. мај 2011.          | № 587               | биће саграђено       | [ 35 ] |
| 33 | Стари Аскол             | 5. мај 2011.          | № 588               | 10. септембар 2011.  | [ 36 ] |
| 34 | Ковров                  | 3. новембар 2011.     | № 1456              | 8. мај 2014.         | [ 37 ] |
| 35 | Ломоносов               | 3. новембар 2011.     | № 1457              | биће саграђено       | [ 38 ] |
| 36 | Петропавловск Камчатски | 3. новембар 2011.     | № 1458              | биће саграђено       | [ 39 ] |
| 37 | Таганрог                | 3. новембар 2011.     | № 1459              | биће саграђено       | [ 40 ] |
| 38 | Малојарославец          | 7. мај 2012.          | крајем 2013.        | [ 41 ]               |        |
| 39 | Можајск                 | 7. мај 2012           | № 609               | 5. децембар 2014.    | [ 42 ] |
| 40 | Хабаровск               | 3. новембар 2012.     | № 1468              | октобар 2015.        | [ 43 ] |
| 41 | Стараја Руса            | 6. април 2015.        | № 175               |                      | [ 44 ] |
| 42 | Грозни                  | 6. април 2015.        | № 176               |                      | [ 44 ] |
| 43 | Гатчина                 | 6. април 2015.        | № 177               |                      | [ 44 ] |
| 44 | Петрозаводск            | 6. април 2015.        | № 178               |                      | [ 44 ] |
| 45 | Феодосија               | 6. април 2015.        | № 179               |                      | [ 44 ] |